# الذكريات النفسية المؤلمة
تُعد إدارة الذكريات الصادمة أمرًا بالغ الأهمية عند معالجة الاضطرابات النفسية مثل اضطراب الكرب التالي للصدمة. يمكن للذكريات الصادمة أن تُسبب مشكلات حياتية حتى للأشخاص الذين لا يستوفون المعايير التشخيصية لاضطراب نفسي. وتنتج هذه الذكريات عن تجارب صادمة، بما في ذلك الكوارث الطبيعية مثل الزلازل والتسونامي؛ والأحداث العنيفة مثل الخطف، والهجمات الإرهابية، والحرب، والعنف الأسري، والاغتصاب. تتسم الذكريات الصادمة بطبيعتها بأنها مرهِقة نفسيًا وتطغى عاطفيًا على آليات التكيف المعتادة لدى الناس.
عندما تثير أشياء بسيطة مثل صورة فوتوغرافية، أو أحداث مثل حفلة عيد ميلاد، ذكريات صادمة في أذهان الناس، فإنهم غالبًا ما يحاولون حجب التجربة غير المرغوبة عن أذهانهم للتمكن من مواصلة الحياة، ويحققون ذلك بدرجات متفاوتة من النجاح. وتقل وتيرة هذه التذكيرات بمرور الوقت لدى معظم الناس، مع وجود فروق فردية كبيرة في سرعة التكيف. فبالنسبة لبعض الأشخاص، تنخفض عدد الذكريات المتطفلة بسرعة مع تكيفهم مع الموقف، بينما قد تستمر الذكريات المتطفلة لدى آخرين لعقود، مما يتسبب في تأثير كبير على صحتهم النفسية والجسدية والاجتماعية.
تم تطوير عدة أنواع من العلاج النفسي تهدف إلى تغيير أو إضعاف أو منع تشكل الذكريات الصادمة. وتُعد الطرق الدوائية لمحو الذكريات الصادمة موضوعًا نشطًا للبحث حاليًا. ومع ذلك، فإن القدرة على محو ذكريات صادمة محددة، حتى وإن كانت ممكنة، قد تُحدث مشكلات إضافية، وبالتالي قد لا تفيد الفرد بالضرورة.

## التأثيرات

### الأثر البيولوجي
يمكن أن يؤدي التوتر النفسي الشديد الناتج عن الذكريات المزعجة وغير المرغوبة إلى تنشيط بُنى الدماغ مثل اللوزة الدماغية، والحُصَين، والقشرة الجبهية، أثناء معالجة الذاكرة. ووفقًا لبعض أدلة التصوير العصبي بالرنين المغناطيسي الوظيفي، فإن الأشخاص المعرّضين للإصابة باضطراب الكرب التالي للصدمة يمتلكون حُصَينًا ذو حجم أقل من المعتاد.
وقد أظهرت الأبحاث أيضًا أن نشاط الغدة الكظرية الناتج عن التوتر الشديد يزيد بشكل كبير من نشاط اللوزة الدماغية، مما يؤدي إلى تغييرات في وظائف الدماغ بالإضافة إلى تأثيره على مؤشرات التوتر الفسيولوجية مثل: معدل ضربات القلب، وضغط الدم، وزيادة في إنزيمات اللعاب، والتي تختلف جميعها وفقًا لاستجابات الأفراد للضغط.
غالبًا ما يُظهر الأطفال الذين تعرضوا لأحداث صادمة عجزًا في التعلم والذاكرة المرتبطين بالحُصَين. ويعاني هؤلاء الأطفال من صعوبات أكاديمية واجتماعية بسبب أعراض مثل تفتت الذاكرة، والأفكار المتطفلة، والانفصال عن الواقع، والارتجاع الذهني، وجميعها قد تكون مرتبطة بخلل في وظيفة الحُصَين.

### الأثر النفسي الاجتماعي
الأشخاص الذين يشعرون بالضيق بسبب الذكريات الصادمة غير المرغوب بها، والتي قد "يعيشونها مجددًا" باستمرار من خلال الكوابيس أو الاسترجاعات الذهنية، قد ينسحبون من أسرهم أو دوائرهم الاجتماعية لتجنب التعرض لأي محفزات تُذكرهم بتلك الذكريات. ويمكن أن تتسبب العدوانية الجسدية، والصراعات، والتقلبات المزاجية في خلل في العلاقات مع الأسرة، أو الزوج، أو الأطفال، أو الأشخاص المهمين في حياتهم. وغالبًا ما يلجأ هؤلاء الأشخاص إلى تعاطي المواد المخدرة أو الكحول كوسيلة للتعامل مع القلق. وقد تنجم حالات الاكتئاب، والقلق الشديد، والخوف في كثير من الأحيان عن الذكريات الصادمة. وإذا استمرت الأعراض مثل اللامبالاة، أو الشعور بعدم القدرة على التحكم في السلوكيات الاندفاعية، أو الأرق، أو التهيج، فينبغي على الشخص التحدث إلى طبيبه العام أو المعالج النفسي.

### التثبيت
تتشكل الذكريات الصادمة بعد تجربة تؤدي إلى مستويات عالية من الإثارة العاطفية وتنشيط الهرمونات المرتبطة بالتوتر. وتتحول هذه الذكريات إلى ذكريات طويلة الأمد ثابتة ودائمة من خلال عملية تثبيت تتضمن تخليق البروتينات، وتحدث خلال ساعات قليلة فقط من وقوع التجربة الأصلية. ويؤدي إطلاق الناقل العصبي نورإبينفرين (نورأدرينالين) دورًا كبيرًا في عملية تثبيت الذاكرة الصادمة. فتنشيط مستقبلات بيتا-الأدرينالية أثناء الإثارة والتوتر يعزز من تثبيت الذاكرة. ويؤدي ازدياد إفراز النورإبينفرين إلى تثبيط نشاط القشرة الجبهية الأمامية، وهي منطقة في الدماغ مسؤولة عن التحكم في العواطف وكذلك عن انطفاء الذاكرة أو كبتها. بالإضافة إلى ذلك، فإن الإفراز يعمل أيضًا على تحفيز اللوزة الدماغية التي تؤدي دورًا رئيسيًا في توليد سلوكيات الخوف.

### إعادة التثبيت
إعادة تثبيت الذاكرة هي عملية استدعاء وتعديل ذاكرة طويلة الأمد موجودة مسبقًا. ويمكن استخدام إعادة التثبيت بعد الاسترجاع لتقوية الذكريات الحالية أو تحديثها أو دمج معلومات جديدة. وتُعد هذه العملية ما يجعل الذاكرة ديناميكية ومرنة بطبيعتها. وكما في تثبيت الذاكرة، تتضمن عملية إعادة التثبيت أيضًا تخليق البروتينات. ويمكن أن يؤدي تثبيط تخليق هذه البروتينات مباشرة قبل أو بعد استرجاع ذاكرة صادمة إلى تعطيل التعبير عن تلك الذاكرة.
عند تنشيط الذاكرة، تدخل في حالة غير مستقرة، مما يجعل من الممكن معالجة المرضى المصابين باضطراب الكرب التالي للصدمة أو اضطرابات القلق المماثلة. ويتم ذلك من خلال إعادة تنشيط الذاكرة بحيث تبدأ عملية إعادة التثبيت. وقد وصف أحد المصادر العملية على النحو التالي: "يُستدعى المحتوى القديم إلى الذهن، ويُعدَّل بمساعدة الأدوية أو التدخلات السلوكية، ثم يُعاد تخزينه مع تضمين المعلومات الجديدة".
لكن هناك مشكلات أخلاقية خطيرة مرتبطة بهذه العملية، حيث إن إعادة تنشيط الذكريات الصادمة قد يكون ضارًا للغاية وقد يتسبب في نوبات قلق ومستويات مرتفعة من التوتر. ويمكن تثبيط إعادة التثبيت من خلال الوسائل الدوائية، حيث يمكن إعطاء أنواع مختلفة من مضادات تخليق البروتين بهدف منع عملية تخليق البروتينات التي تحدث بعد تنشيط الذاكرة الصادمة. ويؤدي منع تكوين البروتينات الجديدة إلى إيقاف عملية إعادة التثبيت وجعل الذاكرة غير مكتملة.

## التدخلات الدوائية
يستند استخدام العوامل الكيميائية كوسيلة لتعديل الذكريات الصادمة إلى "نظرية التثبيت الجزيئي للذاكرة". وتفترض هذه النظرية أن الذكريات يتم إنشاؤها وتثبيتها من خلال تفاعلات كيميائية محددة في الدماغ. في البداية، تكون الذكريات في حالة مرنة وغير مستقرة قبل أن تُشفّر بشكل أكثر صلابة. وقد طُرح أن تثبيت الذاكرة يمكن أن يحدث أكثر من مرة – ففي كل مرة يُسترجع فيها الحدث، تعود الذاكرة إلى حالة غير مستقرة. وتشير النظرية إلى أن العوامل التي تؤدي إلى فقدان الذاكرة بعد التعلّم الأولي يمكنها أيضًا أن تؤدي إلى فقدانها بعد إعادة التنشيط أو الاسترجاع. ومن خلال تطبيق تدخل دوائي في هذه المرحلة المرنة، يمكن محو الذكريات الصادمة.

### أهمية اللوزة الدماغية

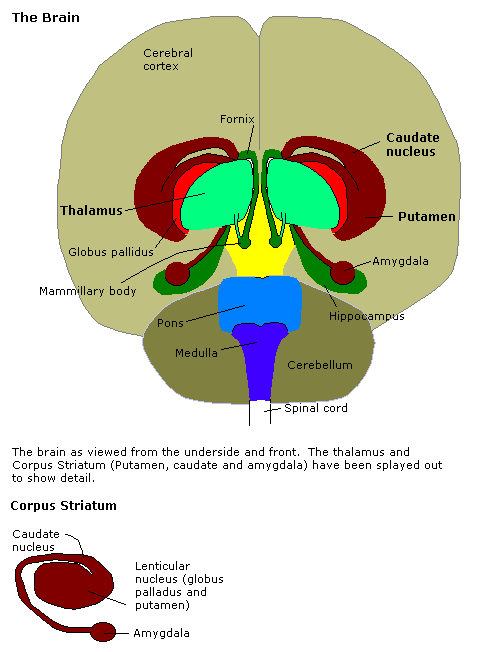
دماغ الإنسان في الاتجاه التاجي. تظهر اللوزة باللون الأحمر الداكن.

اللوزة الدماغية هي بنية دماغية بالغة الأهمية في تعلّم الاستجابات الخوفية، بمعنى آخر، لها دور كبير في كيفية تذكّر الأشخاص للأحداث الصادمة. وقد أظهرت الدراسات زيادة في تدفق الدم إلى هذه المنطقة عندما يشاهد الأشخاص وجوهًا مخيفة، أو عندما يتذكرون أحداثًا صادمة. كما أظهرت الأبحاث أن النواة الجانبية للوزة الدماغية تُعد موقعًا حاسمًا للتغييرات العصبية التي تحدث أثناء "تكييف الخوف".
في تجارب أجريت على الجرذان، تبيّن أن إصابة اللوزة الدماغية القاعدية الجانبية تُقلّل من تأثير الجلوكوكورتيكويد المعزز للذاكرة. وبالمثل، فإن الحقن بعد التدريب لمضادات مستقبلات بيتا-الأدرينالية (حاصرات بيتا)، سواء بشكل نظامي أو مباشرة في اللوزة الدماغية القاعدية الجانبية، أدت إلى تقليل اكتساب الخوف، بينما لم تؤدِ الحقن في مناطق دماغية أخرى إلى ذلك. وبما يتماشى مع هذا، فإن حقن منشطات مستقبلات بيتا أدى إلى تعزيز تثبيت الذاكرة. وخلص الباحثون إلى أن اللوزة الدماغية تُعد وسيطًا مهمًا لتأثيرات الجلوكوكورتيكويد والإبينفرين المعززة للذاكرة.

#### أنيسوميسين
يتطلب تثبيت الذاكرة تخليق (إنتاج) بروتينات معينة في اللوزة الدماغية. وقد ثبت أن تعطيل تخليق البروتين في اللوزة الدماغية يمنع تكوّن الذاكرة طويلة الأمد لتكييف الخوف. يعمل أنيسوميسين كمثبط لإنتاج البروتينات. وفي التجارب التي أُعطي فيها إلى النوى الجانبية والقاعدية للوزة الدماغية في الجرذان، أظهرت تلك الجرذان أنها نسيت استجابات الخوف التي كانت قد شُرطت لإظهارها.

#### U0126
U0126 هو مثبط لإنزيم كيناز، ويُعطل تخليق البروتينات اللازمة لإعادة تثبيت الذاكرة. وقد أظهرت الأبحاث أن إعطاء هذا الدواء للجرذان مرتبط بانخفاض في تقوية المشابك العصبية في اللوزة الدماغية الجانبية. وهذا يعني أن الخلايا العصبية في هذه المنطقة، والتي تستجيب بشكل انتقائي لذاكرة خوف معينة، تصبح أقل نشاطًا عند استرجاع الذاكرة تحت تأثير الدواء مقارنةً بنشاطها في غياب الدواء.
وباستخدام U0126، تمكّن الباحثون من محو ذاكرة خوف واحدة مرتبطة بنغمة صوتية محددة، مع الإبقاء على ذاكرة خوف أخرى مرتبطة بنغمة صوتية مختلفة، لدى مجموعة من الجرذان. وقد رُصد هذا من خلال تسجيل النشاط الدماغي في اللوزة الدماغية لتلك الجرذان عند تعرّضها للأصوات التي شُرطت للخوف منها.

#### بروبرانولول
بروبرانولول هو حاصر لمستقبلات بيتا-الأدرينالية في اللوزة الدماغية، وهي المستقبلات التي عادة ما ترتبط بهرمونات التوتر التي تفرزها الغدة الكظرية، مثل الإبينفرين والنورإبينفرين.
وقد استكشفت الأبحاث فكرة أن حجب هذه المستقبلات قد يُعطل تكوين البروتينات الضرورية لتثبيت الذكريات الخوفية في اللوزة الدماغية. ويُعد بروبرانولول أحد هذه الحاصرات، وقد أظهرت الدراسات أنه يمنع التعبير عن الخوف وعودته لدى البشر.
وأظهرت دراسة أخرى أن القصص المثيرة عاطفيًا تُسجل عادة في الذاكرة بشكل أفضل من القصص الأقل إثارة. إلا أن المشاركين الذين قرأوا أو استمعوا إلى تلك القصص المثيرة كانوا أقل قدرة على تذكر التفاصيل، سواء في أسئلة متعددة الخيارات أو في الاستدعاء الحر، عندما أُعطي لهم جرعة من بروبرانولول قبل التعرض للقصص.

#### دي-سيكلوسيرين
لقد تبيّن أن مستقبلات N-ميثيل-دي-أسبارتات في اللوزة الدماغية تلعب دورًا محوريًا في عمليات الانطفاء (النسيان) والاكتساب (التذكر).
تقوم المركبات الداخلية الطبيعية التي تمنع تنشيط مستقبلات N-ميثيل-دي-أسبارتات بمنع حدوث النسيان. وبناءً على هذه المعرفة، افترض الباحثون أن تنشيط هذه المستقبلات بشكل مفرط (بدلًا من تثبيطها) من شأنه أن يُعزز نشاطها ويزيد من النسيان. ويُعد دي-سيكلوسيرين مادة كيميائية تعمل كمنشط (ناهض) لمستقبلات N-ميثيل-دي-أسبارتات. وعندما تم استخدامه على الجرذان، أظهر دي-سيكلوسيرين نتائج تعكس هذه الفرضية؛ إذ إن الجرذان التي أُعطيت هذا المركب أظهرت مستويات أعلى من النسيان مقارنةً بالجرذان التي لم تُعطَ إياه.

#### النيوروببتيد واي
توجد مستقبلات النيوروبيبتيد واي بتركيز عالٍ في اللوزة الدماغية، وهي تشارك في تنظيم الخوف. وقد أظهرت أبحاث أُعطي فيها النيوروبيبتيد واي عن طريق الحقن داخل البطينات الدماغية أن له دورًا مهمًا في تثبيت الذاكرة، إذ زاد من النسيان الفوري وطويل الأمد. أما تثبيط أحد الأنواع الفرعية لمستقبلات النيوروبيبتيد واي فقد أدى إلى نتائج عكسية، إذ قلّ احتمال نسيان ذكرى الخوف.

## العلاجات النفسية
العلاج بالتعرّض
يعتمد العلاج بالتعرض على تعريض الفرد تدريجيًا للمثيرات التي يجدها مزعجة أو مثيرة للخوف، إلى أن تتوقف عن إثارة استجابة انفعالية. ويمكن أن تتراوح هذه المثيرات من المواقف أو الأشياء التي يُخاف منها عادة، مثل المرتفعات أو التحدث أمام الجمهور، إلى أشياء أو أماكن تبدو عادية ولكنها أصبحت مزعجة بسبب تجربة صادمة.
إذا تعرض شخص لتجربة صادمة، فمن الشائع أن تؤدي التعرّضات اللاحقة لمثيرات تذكره بالحادث، بما في ذلك الذكريات، إلى نوبات قلق، وضيق نفسي، ونوبات استرجاع (فلاشباك). وآلية المواجهة الشائعة لهذه المحفزات المحتملة هي تجنب التفكير فيها وتجنب الأماكن أو المواقف التي قد تعيد تفعيلها. ويمكن أن يؤثر ذلك سلبًا في جودة حياة الفرد من خلال الحد من الأماكن التي يشعر بالأمان فيها والأنشطة التي يشعر بالراحة بممارستها. وقد تم إيجاد صلة بين التجارب الصادمة المبكرة ورهاب الأماكن المكشوفة، وهو اضطراب قلق يتمثل بخوف الأشخاص من الإصابة بنوبات هلع في الأماكن العامة.
ومن خلال جعل المريض يفكر في المثيرات المقلقة أو يواجهها بعناية وتدريج، ومع مواجهة المشاعر المصاحبة لها، تبدأ مشاعر الضيق في التناقص. وقد أظهرت نتائج أن استهداف الذكريات والمثيرات المزعجة بشكل منتظم باستخدام العلاج بالتعرّض يؤدي إلى انخفاض كبير في مستويات الاكتئاب وأعراض اضطراب الكرب ما بعد الصدمة.
ويمكن استخدام الواقع الافتراضي لمحاكاة الظروف الأصلية للحادث الصادم ضمن العلاج بالتعرض، وهذا مفيد بشكل خاص عندما يشعر المرضى أن ذكرياتهم شديدة القوة لدرجة أنهم لا يستطيعون استدعاءها أو مواجهتها. وقد استُخدم الواقع الافتراضي لعلاج الأشخاص الذين يعانون من أعراض اضطراب ما بعد الصدمة الناتجة عن هجمات 11 أيلول.

### العلاجات السلوكية المعرفية
أظهرت الأبحاث أن عدة أنواع من العلاجات السلوكية المعرفية تُعد طرقًا فعّالة لتقليل الضيق الانفعالي وأنماط التفكير السلبي المرتبطة بالذكريات الصادمة، سواءً لدى من يعانون من اضطراب ما بعد الصدمة أو من الاكتئاب.
أحد هذه العلاجات هو العلاج المركّز على الصدمة. ويتضمن هذا العلاج استحضار العناصر الأكثر إزعاجًا من الذكرى الصادمة واستخدام إعادة البناء المعرفي الموجّهة من قبل المعالج لتغيير طريقة التفكير في هذه الذكريات. وغالبًا ما يتم التركيز على إبراز أن مشاعر الخطر الشديد، أو الهلاك، أو اليأس التي كانت ضمن الذكرى لم تعد تنطبق الآن، لأن الشخص نجا من الحدث.
كما يركّز العلاج أيضًا على توسيع الذكرى، بحيث يتم تذكّر الحدث بشكل يتعدى الأجزاء الأكثر صدمة، وصولًا إلى نقطة شعر فيها الشخص بالأمان مرة أخرى، مما يسمح باستحضار الذكرى بصورة أكثر تكاملًا مع تركيز أقل على الجوانب السلبية. فعلى سبيل المثال، يمكن توسيع ذكرى صادمة تتعلق بمعركة في زمن الحرب إلى ما بعد انتهاء المعركة، إلى وقت لم يعد فيه الشخص في خطر مباشر.
ومن خلال معالجة الذكرى بهذه الطرق، تصبح أقل ميلًا للتطفل على الذهن كاسترجاع غير مرغوب فيه، وتصبح أقل وضوحًا، وأقل إزعاجًا، وأكثر بعدًا عن الحياة الحالية للفرد.

### إزالة التحسس وإعادة المعالجة بحركات العين
إزالة التحسس وإعادة المعالجة بحركات العين هي علاج للذكريات الصادمة يتضمن عناصر من العلاج بالتعرض والعلاج السلوكي المعرفي. وعلى الرغم من استمرار الجدل في بعض الأوساط، إلا أن هذا العلاج يُصنَّف على أنه من أعلى مستويات الفعالية لاضطراب الكرب التالي للصدمة من قبل العديد من المنظمات، وعلى الأخص من قبل الجمعية الدولية لدراسات التوتر النفسي الصدمي في دراسة شاملة لجميع العلاجات الفعالة لهذا الاضطراب. توجد نظرية موسعة تُعرف باسم "معالجة المعلومات التكيفية" تُشكّل الأساس النظري للعلاج بإزالة التحسس وإعادة المعالجة بحركات العين
لا يزال دور وآلية حركات العين، أو بشكل أوسع، التحفيز الثنائي والانتباه المزدوج غير واضحَين، ومع أن الدراسات المبكرة شككت في ضرورة هذه الحركات لفعالية العلاج، لا يزال معظم المعالجين يعتبرون التحفيز الثنائي جزءاً أساسياً من النظام العلاجي..
يبدأ العلاج بتحديد الذكريات والأفكار والمشاعر المزعجة التي يعاني منها المريض. ثم تُحدَّد الأفكار السلبية التي ربطها المريض بكل ذكرى. أثناء استحضار الذكرى والفكرة معاً في الذهن، يتبع المريض جسماً متحركاً بعينيه. بعد ذلك، تُناقَش فكرة إيجابية عن الذكرى بهدف استبدال الارتباط السلبي بفكرة مفضلة. أظهرت التجارب أن الذكريات السلبية المستهدفة تُستَرجَع بدرجة أقل من الوضوح والانفعال بعد جلسات العلاج بإزالة التحسس وإعادة المعالجة بحركات العين. كما أظهرت استجابات التوصيل الجلدي، وهي مقياس للضغط والتنبيه، انخفاضاً عند استحضار الذكريات السلبية التي عولجت بإزالة التحسس وإعادة المعالجة بحركات العين.
تم اقتراح آلية محتملة لإزالة التحسس وإعادة المعالجة بحركات العين. فعندما تُستدعَى الذكريات، تدخل في حالة غير مستقرة تصبح فيها عرضة للنسيان من جديد. في العادة، يُعاد تثبيت هذه الذكريات فتغدو أقوى وأكثر دواماً. غير أن إدخال حركات العين يضيف عبئاً إضافياً على الذاكرة العاملة (التي تحتفظ بالمعلومات المستخدمة حالياً)، مما يجعل من الصعب الاحتفاظ بجميع تفاصيل الذكرى في آنٍ واحد. وعندما يُعاد تثبيت هذه الذكريات، تصبح أقل انفعالاً وأقل وضوحاً.

### الألعاب الإلكترونية
أجرت إميلي هولمز في جامعة أكسفورد تجربة أظهرت أن لعبة الفيديو "تيتريس" قد تكون وسيلة محتملة لتقليل شدة الذكريات الصادمة. شارك في التجربة أشخاص شاهدوا لقطات فيديو مثيرة للمشاعر. وبالمقارنة مع مجموعة ضابطة، فإن المشاركين الذين لعبوا "تيتريس" اختبروا أفكاراً تطفلية ومزعجة أقل بكثير بشأن الفيديو خلال فترة أسبوع. لم تتأثر قدرتهم على تذكر تفاصيل الفيديو من خلال لعب "تيتريس".
أما مجموعة أخرى من المشاركين الذين تعرضوا لنفس اللقطات فقد كُلِّفوا بمهمة إلهاء مختلفة، وهي لعبة أسئلة شفهية "حانة ثقافية"، حيث أجابوا عن أسئلة عامة من مواضيع غير مرتبطة باللقطات المؤلمة. أظهر أولئك في مجموعة "الحانة" احتمالية أكبر لحدوث ذكريات ارتجاعية مقارنةً بكل من المجموعة التي لم تُكلَّف بأي مهمة، والمجموعة التي لعبت "تيتريس". خلصت هولمز وزملاؤها إلى أن من لعبوا "تيتريس" لم يكونوا مشتتين فحسب، بل إن نوع الإلهاء أدى إلى تعطيل تكوُّن الذكريات الطفيلية وغير المرغوب فيها.
الشرح المقدم لنجاح "تيتريس" مقارنة بتدخلات أخرى هو أن هذه اللعبة تتطلب معالجة بصرية-فراغية مكثفة. ونظراً لأن الدماغ يمتلك مورداً محدوداً لمعالجة المعلومات، فإن لعب "تيتريس" يعيق قدرة الدماغ على التركيز على معلومات بصرية أخرى، مثل الصور الصادمة. ومع ذلك، يمكن التفكير في تفاصيل الحدث ومراجعتها شفهياً، لأن "تيتريس" لا تتداخل مع العمليات اللفظية في الدماغ. وهذا ما يفسر لماذا كان بإمكان المشاركين تذكُّر تفاصيل الفيديو، ولكنهم واجهوا ذكريات ارتجاعية أقل.
وقد أظهرت علوم الأعصاب أن الذكريات تكون عرضة للتعطيل لعدة ساعات بعد تشكُّلها. واقترحت هولمز وزملاؤها أنه بسبب هذه الهشاشة المؤقتة، فإن أدوات الإلهاء البصرية-الفراغية مثل "تيتريس"، إذا تم تطبيقها خلال ست ساعات من الحدث الصادم، يمكن أن تساعد في الوقاية من أعراض الذكريات الارتجاعية. كما توجد بعض الأدلة على أن الذكريات يمكن أن تُصبح عرضة للتعطيل بعد فترات أطول، في عملية تُعرف باسم "إعادة تثبيت الذاكرة".

## الاعتبارات الأخلاقية
يثير احتمال محو أو تعديل الذكريات قضايا أخلاقية. بعض هذه القضايا تتعلق بالهوية، حيث يبدو أن الذكريات تلعب دوراً في كيفية إدراك الأشخاص لذواتهم. على سبيل المثال، إذا مُسِحت ذكرى صادمة، فقد لا يزال الشخص يتذكر أحداثاً مرتبطة في حياته، مثل ردود أفعاله العاطفية تجاه تجارب لاحقة. وبدون الذكرى الأصلية لتفسير هذه الأحداث، قد يدفعه ذلك إلى رؤية نفسه كإنسان عاطفي أو غير عقلاني.
في الولايات المتحدة، خصص مجلس الرئيس للأخلاقيات البيولوجية فصلاً في تقريره الصادر في تشرين الأول 2003 بعنوان ما بعد العلاج لهذه القضية. وقد حذّر التقرير من استخدام العقاقير التي تُضعف أثر الذكريات الصادمة، منبهاً إلى مخاطر التعامل مع ردود الفعل العاطفية البشرية تجاه أحداث الحياة باعتبارها مشكلة طبية.
تُطرح أيضاً مسائل تتعلق بخداع الذات عند تعديل الذكريات. فاللجوء إلى دواء لتجنب ألم وصعوبة التعامل مع ذكرى ما قد لا يكون طريقة صادقة للمواجهة. بدلاً من التعامل مع حقيقة الموقف، يُنشأ واقع بديل تُفصل فيه الذكرى عن الألم، أو تُنسى تماماً. وتكمن مسألة أخرى في تعريض المرضى لمخاطر غير ضرورية. فالتجارب الصادمة لا تؤدي بالضرورة إلى ذكريات صادمة طويلة الأمد؛ فبعض الأفراد يتعلمون التأقلم ودمج تجربتهم بسرعة دون أن تؤثر على حياتهم. وإذا تم إعطاء علاج دوائي عندما لا تكون هناك حاجة حقيقية له، فإن الشخص قد يتعرض للآثار الجانبية والمخاطر دون مبرر.
وقد يؤدي فقدان الذكريات المؤلمة في بعض الحالات إلى أضرار أكبر. فمثل هذه الذكريات، وإن كانت مؤلمة أو مخيفة، قد تكون لها وظيفة تكيفية، فهي تحذر وتحمي الشخص من مواقف أو تجارب معينة. ومن خلال محوها، قد تُفقَد هذه الوظيفة التحذيرية.
ومن النتائج المحتملة الأخرى لهذه التكنولوجيا انخفاض مستوى التحمل والتعاطف. فإذا أصبح من الممكن إزالة المعاناة الناتجة عن الأحداث الصادمة، فقد يُصبح الناس أقل تعاطفاً مع من يعانون، وقد يزداد الضغط المجتمعي على الآخرين لمحو ذكرياتهم.
وعلى الرغم من المخاطر والانتهاكات المحتملة، قد يكون من المبرر محو الذكريات الصادمة عندما تكون شديدة الإزعاج للبعض ويُعد التغلب عليها عملية صعبة.

## روابط خارجية
- "أرواح سعيدة"، الفصل الخامس من كتاب "ما وراء العلاج: التكنولوجيا الحيوية والسعي وراء السعادة"، الصادر عن مجلس الرئيس للأخلاقيات الحيوية، ديسمبر 2003